# 海山仙館

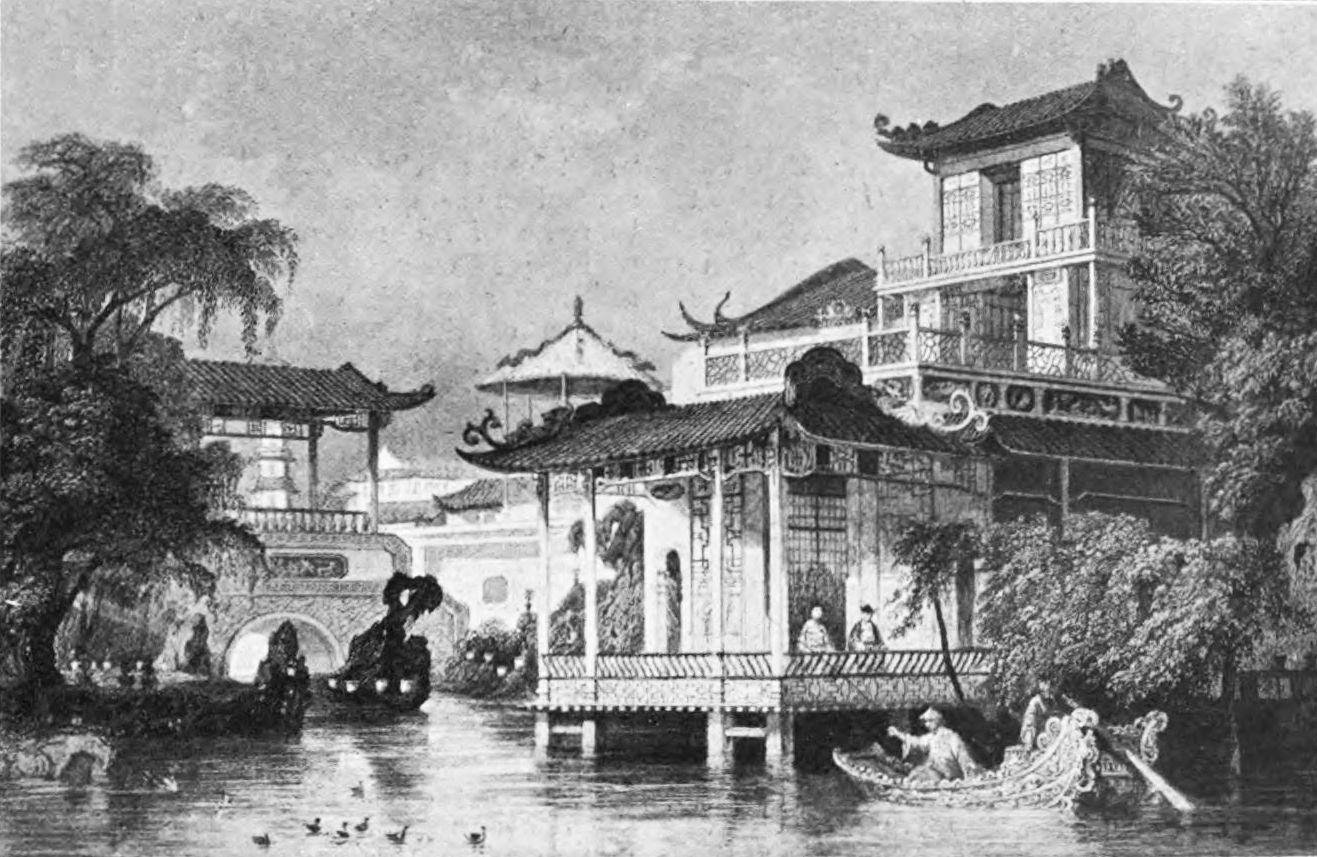
海山仙館舊貌繪畫

海山仙館，是廣州歷史上一座古典私家園林，晚清嶺南第一名園，原位於西關荔枝灣的特大花園，是十三行行商潘仕成的別墅豪宅。同頤和園（北方園林代表）、拙政園（江南園林代表）齊名於中國園林中。

## 歷史
道光十年（1830）後，潘仕成購唐前荔園改作園宅，時稱潘園。而海山仙馆得名，来自门悬对联海上神山，仙人旧馆，为两广总督耆英亲书。清咸丰、同治以后，潘氏经营盐务失利而破产，衙門将该园以公开发售奖券形式出讓，成為大中華最早出现的房屋奖券，時每票售三仙。而「园价昂，一时不能售，乃用开彩法售之，券共三万条，每条银币三角，既开彩，为香山一蒙师某所得」。
1998年時，荔灣區政府出資在荔灣湖重建海山仙館主樓貯蘊樓，由莫伯治設計。

## 遺產

### 石刻
馆址湮没後，原館收藏的大量石刻支离散失。当年仙馆石刻主要有《尺素遗芬》和《历代名人法帖》两个门类，其中《尺素遗芬》系列很多还保留了下来，而《历代名人法帖》系列则存留无多，所遗留下来的石刻大部分都存放在广州美术馆碑廊，數量一百余方，由汪精卫夫人外家在晚清时从潘家后人所买入而留存。